# 萬斗六
萬斗六，是臺灣臺中市霧峰區的一個傳統地域名稱，位於該區南部及東南部。相較於今日行政區，其範圍大致包括丁臺里最東端、六股里、舊正里不含西南端、峰谷里、萬豐里。

## 歷史
台灣清治末期至日治初期，萬斗六地區為一街庄，稱為「萬斗六庄」，隸屬於貓羅堡。該庄北與柳樹湳庄、阿罩霧庄為鄰，東與墘溪灣庄、雙冬庄為鄰，南邊隔烏溪與北勢湳庄、牛屎崎庄為界，西邊為丁臺庄。
1901年（日治明治三十四年）11月，全台廢縣廳改設二十廳，該庄隸屬於臺中廳。1903年（明治三十六年）6月，該庄編入「萬斗六區」，隸屬於臺中廳。1909年（明治四十二年）10月，合併二十廳為十二廳，該庄改編入「霧峰區」，仍隸屬於臺中廳。1920年（大正九年），全台地方制度大改正，廢十二廳改設五州二廳，該庄改制為「萬斗六」大字，隸屬於臺中州大屯郡霧峰庄。
戰後霧峰庄改制為霧峰鄉，隸屬於臺中縣，大字亦改制為村。1950年10月，中、彰、投分治，霧峰鄉仍隸屬臺中縣。2010年12月，臺中縣市合併為直轄臺中市，霧峰鄉改制為霧峰區，村亦改制為里。

## 聚落
本地區發展較早的聚落有溪底、六股、舊社、萬斗六、南坪店仔、暗坑口、雙坑嘴、車龍湖等，在日治期初期的官方地圖上已有記載。此外，本地區尚有涼傘埔、船板橋、十間分間、萬豐、東平營、外乾溪、鳳萊寮、摩天嶺、外暗坑、三層崎、峰谷、車坪溜、舖袋仔、南坑、紅線山坑、象鼻坑、萬斗六坑、象鼻、長山園等聚落。

## 交通
國道3號又稱「福爾摩沙高速公路」，是貫穿台灣西部的兩條縱向高速公路之一，大致以西北—東南走向繞大彎轉東北—西南走向經過萬斗六地區西部邊界外不遠處。該國道在本地區西北角邊界外的省道台74線終點端及省道台3線連絡道共同交會處設有霧峰交流道，由此可快速前往台灣西部各地。另外，在本地區西部邊界外國道6號交會處設有霧峰系統交流道。
國道6號又稱「水沙連高速公路」，是霧峰至埔里的橫貫高速公路，大致以西北—東南走向經過本地區西南端。該國道在本地區境內省道台3線交會處設有舊正交流道，由此向西北可前往丁臺南部並止於國道3號霧峰系統交流道，向東南可前往草屯東北部、國姓、埔里並止於省道台14線路口。
省道台63線又稱「中投公路」，是台中市南區至南投縣草屯的幹道，大致以西北—東南走向轉北北西—南南東走向再轉北北東—南南西走向蜿蜒經過本地區西端。由該道路向西北轉北可前往大里、臺中市區南側並止於省道台3線路口，向南南西可前往草屯並止於省道台14乙線路口。
省道台74線原稱「中彰快速道路」，現稱「快官霧峰線」，是彰化縣快官繞行臺中市區外圍至霧峰的快速道路，其東側端點位於本地區西北角邊界外國道3號霧峰交流道。由此向東北繞大彎轉西北出境後，轉北再轉北北東可前往大里、太平與台中市區交界地帶、太平、北屯中部、潭子南部、北屯西北部、西屯、南屯、烏日等地。
省道台3線（中正路）俗稱「內山公路」，是臺北至屏東的幹道，大致以北偏東—南偏西走向轉北北西—南南東走向再轉北偏東—南偏西走向蜿蜒經過本地區西部平原地帶東側。由該道路向北偏東可前往霧峰市區、大里、台中市區、北屯等地，向南偏西可前往草屯、南投、名間、竹山等地。
區道中110-1線（柳豐路、中正路、谷豐路）是北柳至萬豐的道路，其南側端點位於本地區西北部區道中114線路口。由此向西北西轉西南西至省道台3線路口，轉北北西與其共線後繞彎道轉北北東出境後，至柳豐路路口轉西獨行後，轉北北西經亞洲大學、國道3號霧峰連絡道高架橋下、省道台74線高架橋下後，轉北偏西可前往柳樹湳地區的北柳聚落並止於區道中110線路口。
區道中114線（六股路、山腳巷、峰谷路、新生路）是四德至雙溪嘴的道路，其東側端點位於本地區北部邊界地帶偏東的雙溪嘴。由此向西沿河谷蜿蜒而行，經區道中110-1線終點路口後轉西南再轉西，經省道台3線路口後轉蜿蜒而行，經六股庄聚落後轉西北出境後，可前往丁臺、吳厝南部的四德國小並止於市道127號路口。
區道中116線（豐正路）是溪南至萬豐的道路，其東側端點位於本地區西部萬豐聚落的省道台3線路口。由此向西至區道119線起點路口，轉西北再轉西北西經省道台63線高架橋下、區道中117線路口並出境，可前往丁臺地區的北勢聚落、喀哩中部偏西北並止於市道127號路口。
區道中117線（南阡巷、光明西路）是丁臺至南勢的道路，其南側端點位於本地區西部邊界地帶的區道中118-1線路口。由此向北北西沿邊界地帶蜿蜒而行，經區道中116線路口後出境，可前往丁臺中部偏東北並止於區道中115線路口。
道中118線（北岸路、象鼻路）是北勢至象鼻坑的道路，其西側端點位於本地區南部偏西的象鼻坑象鼻橋東側橋頭。由此向西蜿蜒而行，出山區後經省道台3線路口、國道6號高架橋下後出境，可前往丁臺西部並止於區道111線路口。
區道中118-1線（光明路）是南勢至山腳苓的道路，其東側端點位於本地區西部舊社庄聚落南側的區道中119線路口。由此向西轉西南經省道台63線高架橋下、區道中117線終點路口並出境，可前往丁臺東南端並止於區道中118線路口。
區道中119線（豐正路106巷、光明路）是山腳苓至舊正的道路，其北側端點位於本地區西部舊社庄的區道116線路口。由此向南南東經區道中118-1線終點路口後蜿蜒而行，經農業藥物毒物試驗所後轉東可前往舊正橋北側並止於省道台3線路口。

## 學校
- 萬豐國小
- 峰谷國小